# Jean Cox
Jean Cox (ur. 16 stycznia 1922 w Gadsden w stanie Alabama, zm. 24 czerwca 2012 w Bayreuth) – amerykański śpiewak operowy, tenor.

## Życiorys
Studiował na University of Alabama oraz w New England Conservatory of Music w Bostonie. Uzupełniające studia muzyczne odbył w Europie: we Frankfurcie nad Menem u Wally’ego Kirsamera, w Rzymie u Luigiego Ricciego oraz w Monachium u Maxa Lorenza. Zadebiutował jako śpiewak w 1951 roku rolą Leńskiego w Eugeniuszu Onieginie Piotra Czajkowskiego w bostońskim New England Opera Theater. W 1954 roku wystąpił w Spoleto jako Rodolfo w Cyganerii Giacomo Pucciniego. W kolejnych latach występował w Kilonii (1954–1955), Brunszwiku (1955–1959) i Hamburgu (1958–1973). Od 1959 roku związany był na stałe z teatrem operowym w Mannheimie. W latach 1956–1975 regularnie występował na festiwalu w Bayreuth. W 1971 roku wystąpił w Opéra de Paris, a w 1975 roku w Covent Garden Theatre w Londynie. W 1976 roku rolą Walthera von Stolzinga w Śpiewakach norymberskich debiutował w nowojorskiej Metropolitan Opera.
Specjalizował się w rolach wagnerowskich, ponadto kreował m.in. tytułowe partie w Fra Diavolo Daniela Aubera, Don Carlosie i Otellu Giuseppe Verdiego, Heroda w Salome i Bachusa w Ariadnie na Naksos Richarda Straussa, Kardynała w Mathis der Maler Paula Hindemitha.